# 殺し屋
殺し屋（ころしや、英: assassin, hitman; 仏: tueur）とは、殺人を請け負うことで金銭的利益を得る者。正規の裁判に基づいた処刑に携わる死刑執行人は含まれない。

## 違法性
殺し屋の「業務」たる殺人は一部を除いて時代と場所を問わず犯罪である。
殺し屋が「稼業」としてでも成り立つかどうかは、その国の治安状況と、警察の捜査能力に依拠している。すなわち法治国家においては、実行後に逮捕された場合、営利目的の殺人は極めて厳しい刑罰が科せられることになる。従ってこのリスクが高い日本や先進諸国においては、1回仕事をしただけでも懲役数十年 - 死刑の実刑を覚悟しなければならず、ビジネスとしては基本的に成り立たないことになる。

### 殺人依頼に対する違法性・危険性
また、殺し屋を雇う者（依頼者、殺し屋から見た「クライアント」）は殺人教唆で常に同様(場合によってはそれ以上)の重罪と判断される。日本では殺し屋に殺人を依頼し、殺し屋が殺人の実行行為に着手すれば、依頼主は殺人の教唆犯として扱われ（共犯従属性説）、刑法に基づいて処罰される。
また、雇った殺し屋が、別件であれ何らかのことで逮捕・尋問された場合には、その自白により依頼者も逮捕される危険性を常に抱えることになる。
2019年、中国の南寧市で、依頼者が200万元で依頼した殺人の依頼を次々と下請けに丸投げし、10万元で依頼を受けた5次下請けの男が割に合わないと標的の男に死んだふりをさせ逮捕され、依頼者と、下請けを含め依頼を受けた者の6人全員が実刑判決を受けた。

## 殺し屋の一例
1970年代に実在したとされるマフィアの殺し屋の自叙伝「KILLER」には、以下のような説明がある。
「殺し屋はフリーランサーと特定の組織にフルタイムで雇われている場合に分けられる。フリーの場合、すべて契約から始まり、報酬は前金で支払われる。プランは三つの方法が選択される。
1. 相手の決まった行動を知らされる。
2. 殺し屋が相手を研究して決まった行動を自分で見つける。
3. あらかじめ決められた場所に関係者が相手を連れてくる。

計画が完璧であるとはっきりすると仕事が実施される。凶器の用意以外に必要な準備はほとんどないが、目撃されて逃走する可能性がある場合は盗難車を用意しておく。運転手や見張りがつく場合もあるが大抵は一人で行う。ただし、人混みのなかで仕事をする場合は、盗難車と追ってくる車に偶然を装ってぶつかり、足止めするための「衝突車」が使われる。仕事の後にすべき処理は凶器の片付けであり、その後は記憶はしているが仕事を忘れて日常生活に戻ることで終わる。もし目撃者がいた場合も、それぞれが巻き添えを恐れ、裁判で証人になろうというほど意識の高いケースはほとんどない。
次に警察だが、警察は殺人事件の犯人を知っていても組織暴力のケースでは証人が得られないとあまり努力はしないが、第三者を巻き込んだ場合はその限りではない。そのため仕事では相手を一人にさせることが重要となる。最後に死体の処理だが、契約において「現場に残す」場合と「死体をなくす」場合が指定される。なくす場合は農園、建築現場が使われる」とこの殺し屋は示唆している。

## 公務員の殺し屋
政府が政治的目的で秘密警察や情報機関を用いて殺人者を養成する場合もあると考えられる。フィクションにおいてはCIAの殺し屋は隠語で｢ウェットボーイ」と言うとされるがその実態は不明である。マルコ・ポーロは『東方見聞録』において、暗殺者教団について記述しているがその真偽は不明である。詳細は暗殺教団を参照。

## 題材とした作品
殺し屋を主題とした作品、主役または重要人物に殺し屋が登場する作品を記述する。

### 実写映画および実写映画化された作品
公開年および配給は国内のもの。
- からっ風野郎 (1960年、大映)
- 黄線地帯 （1960年、新東宝）
- 乾いた花 （1964年、配給: 松竹） - 原作は1958年の同名の短編小説
- 網走番外地 望郷編　（1965年、東映）
- ある殺し屋 （1967年、大映）
- 荒野のダッチワイフ （1967年、配給: 国映）
- 殺しの烙印 （1967年、日活）
- 狼の挽歌 （1970年、配給: ヘラルド）
- 狼やくざ 殺しは俺がやる （1971年、東映）
- ジャッカルの日 （1973年、配給: CIC） - 原作は1971年のフレデリック・フォーサイスの同名の小説
- ゴルゴ13 （1973年、東映） - 原作は1968年よりビッグコミック連載の同名の漫画
  - ゴルゴ13 九竜の首 （1977年、東映）
- 殺人拳シリーズ
  - 激突! 殺人拳 （1974年、東映）
  - 子連れ殺人拳 （1976年、東映）
- 直撃! 地獄拳 （1974年、東映）
- 仕掛人梅安（1981年、東映） - 原作は1972年より小説現代連載の小説『仕掛人・藤枝梅安』
- リュック・ベッソン監督作品
  - ニキータ（1991年、配給: 日本ヘラルド映画）
  - レオン （1995年、配給: 日本ヘラルド映画）
- ザ・シークレット・サービス（1993年、配給: コロンビア・ピクチャーズ）
- パルプ・フィクション（1994年、配給: 松竹富士）
- ザ・サイレンサー MAGNUM357 （1995年、配給: 東映ビデオ）
- 暗殺者 （1996年、配給: ワーナー・ブラザース） - 殺し屋同士の新旧対決を描く。
- 処刑人 （2001年、配給: JET）
  - 処刑人II（2010年、配給: SPE）
- 殺し屋1（2001年、配給: プレノンアッシュ） - 原作は1998年より週刊ヤングサンデー連載の同名の漫画
- 隣のヒットマン（2001年、配給: 20世紀フォックス）
  - 隣のヒットマンズ 全弾発射（2004年、配給: ギャガ）
- 凶気の桜（2002年、配給: 東映） - 原作は2000年のヒキタクニオの同名の小説
- キル・ビル（2003年-2004年、配給: ギャガ）
- IZO（2004年、配給: IZOパートナーズ） - 幕末の岡田以蔵をモデルとしている。
- コラテラル（2004年、配給: パラマウント映画）
- Mr.&Mrs. スミス（2005年、配給: 東宝東和）
- スモーキン・エース/暗殺者がいっぱい（2007年、配給: UIP）
- ローグ・アサシン（2007年、配給: アスミック・エース/東映）
- ノーカントリー（2008年、配給: パラマウント ジャパン/ショウゲート）
- ヒットマン（2008年、配給: 20世紀フォックス）
- ウォンテッド（2008年、配給: 東宝東和）
- ザ・マジックアワー（2008年、配給: 東宝）
- 今日からヒットマン（2009年、配給: 東映ビデオ） - 原作は2005年より週刊漫画ゴラク連載の同名の漫画
- コロンビアーナ（2012年、配給: ショウゲート）
- THE ICEMAN 氷の処刑人（2013年、配給: 日活）
- ジャッキー・コーガン（2013年、配給: プレシディオ）
- 天使の処刑人 バイオレット&デイジー（2013年、配給: コムストック・グループ）
- ジョン・ウィック（2015年、配給: ポニーキャニオン）
  - ジョン・ウィック:チャプター2（2017年、配給: ポニーキャニオン）
- 劇場版 MOZU（2015年、配給: 東宝） - 後述のテレビドラマシリーズ『MOZU』の劇場版
- グラスホッパー（2015年、配給: KADOKAWA/松竹） - 原作は2004年の同名の小説
- メランコリック（2019年、配給: アップリンク/神宮前プロデュース/One Goose）
- ベイビーわるきゅーれ（2021年、配給: 渋谷プロダクション）
  - ベイビーわるきゅーれ 2ベイビー（2023年、配給: 渋谷プロダクション）
  - ベイビーわるきゅーれ ナイスデイズ（2024年、配給: 渋谷プロダクション）
- バイオレンスアクション（2022年、配給: SPE） - 原作は2016年よりやわらかスピリッツ連載の同名の漫画

### 実写オリジナルビデオ
- KOROSHI 殺し（2000年） - 小林政広監督作品。石橋凌主演。出演：大塚寧々、緒形拳、光石研。
- ブラック・エンジェルズ（2011年〜2012年） - 原作は1981年より週刊少年ジャンプ連載の同名の漫画

### ドラマおよびドラマ化された作品
- 十一番目の志士（1968年夏、NET系） - 原作は1965年より週刊文春で連載の司馬遼太郎の同名の小説
- 女殺し屋 花笠お竜（1969年秋〜1970年春、東京12チャンネル） - 原作はプレイコミック連載の漫画『ハンターお竜』
- 必殺シリーズ
  - 必殺仕掛人（1972年秋〜1973年春） - 原作は1972年より小説現代連載の小説『仕掛人・藤枝梅安』
- 時代劇スペシャル 仕掛人・藤枝梅安（1982年〜1983年、フジテレビ系） - 同上
  - 仕掛人 藤枝梅安（1990年〜1991年、フジテレビ系） - 同上
  - 土曜プレミアム『仕掛人 藤枝梅安』（2006年、フジテレビ系） - 同上
- 新宿鮫 毒猿（1997年12月、Hi-Vision） - 原作は大沢在昌の同名の小説
- 湯けむりスナイパー（2009年春、テレビ東京系） - 原作は1998年より漫画サンデー連載の同名の漫画
- MOZU（2014年春夏、TBSテレビ・WOWOW） - 原作は逢坂剛の『百舌シリーズ』
- エンジェル・ハート（2015年冬、日本テレビ系） - 原作は2001年より週刊コミックバンチ連載の同名の漫画
- ボクの殺意が恋をした（2021年夏、日本テレビ系）
- 今日からヒットマン（2023年秋、テレビ朝日系）- 原作は2005年より週刊漫画ゴラク連載の同名の漫画
- Mr.&Mrs. スミス（2024年〜、Amazon Prime Video） - 原作は前述の同名の映画
- 殺し屋たちの店（英語版）（2024年〜、Disney+）
- ベイビーわるきゅーれ エブリデイ!（2024年9月〜11月、テレビ東京系） - 前述の映画「ベイビーわるきゅーれ」シリーズのテレビドラマ
- 幸せカナコの殺し屋生活（2025年2月〜3月、DMM TV） - 原作はツイ4連載の同名の漫画

### アニメおよびアニメ化された作品
- ゴルゴ13（1971年春夏、TBS） - 原作は1968年よりビッグコミック連載の同名の漫画
  - ゴルゴ13（2008年春〜2009年冬、テレビ東京系）
- シティーハンター（1987年春〜1991年秋、日本テレビ系） - 原作は1985年より週刊少年ジャンプ連載の同名の漫画
- ノワール（2001年春夏、テレビ東京）
- GUNSLINGER GIRL（2003年秋〜2004年冬、フジテレビ系） - 原作は2002年より月刊コミック電撃大王連載の同名の漫画
  - GUNSLINGER GIRL -IL TEATRINO-（2008年冬、TOKYO MXほか）
- MADLAX（2004年春夏、テレビ東京系）
- BLACK CAT（2005年秋〜2006年春、TBS系） - 原作は2000年より週刊少年ジャンプ連載の同名の漫画
- エンジェル・ハート（2005年秋〜2006年夏、日本テレビ系） - 原作は2001年より週刊コミックバンチ連載の同名の漫画
- BLACK LAGOON（2006年春・秋、東京MXテレビほか） - 原作は2001年より月刊サンデージェネックス連載の同名の漫画
- 家庭教師ヒットマンREBORN!（2006年冬〜2010年秋、テレビ東京系） - 原作は2004年より週刊少年ジャンプ連載の同名の漫画
- キルミーベイベー（2012年冬、TBSテレビ系） - 原作は2008年よりまんがタイムきららキャラット連載の同名の漫画
- CØDE:BREAKER（2012年秋、TOKYO MXほか） - 原作は2008年より週刊少年マガジン連載の同名の漫画
- 殺し屋さん（2013年秋、テレ玉） - 原作は2004年より漫画アクション連載の同名の漫画
- 悪魔のリドル（2014年春、TBSテレビ系） - 原作は2012年より月刊ニュータイプ連載の同名の漫画
- アカメが斬る!（2014年夏秋、TOKYO MXほか） - 原作は2010年より月刊ガンガンJOKER連載の同名の漫画
- 暗殺教室（2015年冬春、フジテレビ系） - 原作は2012年より週刊少年ジャンプ連載の同名の漫画
- トリアージX（2015年春、TOKYO MXほか） - 原作は2009年より月刊ドラゴンエイジ連載の同名の漫画
- 博多豚骨ラーメンズ（2018年冬、TOKYO MXほか） - 原作は2014年から刊行の同名の小説
- SPY×FAMILY（2022年春・秋/2023年秋/2025年秋、テレビ東京系ほか） - 原作は2019年より連載の同名の漫画
- リコリス・リコイル（2022年夏、TOKYO MXほか）
- Buddy Daddies（2023年冬、TOKYO MXほか）
- 君は冥土様。（2024年冬、テレビ朝日系） - 原作は2020年よりサンデーうぇぶり連載の同名の漫画
- ザ・ファブル（2024年春夏、日本テレビ系） - 原作は2014年より週刊ヤングマガジン連載の同名の漫画
- SAKAMOTO DAYS（2025年冬・夏、テレビ東京系ほか） - 原作は2020年より週刊少年ジャンプ連載の同名の漫画
- 忍者と殺し屋のふたりぐらし（2025年春、TOKYO MXほか） - 原作は2021年よりコミック電撃だいおうじ連載の同名の漫画
- ホテル・インヒューマンズ（2025年夏、テレビ東京系） - 主人公が殺し屋ではなく、殺し屋専用ホテル。原作は2021年よりサンデーうぇぶり連載の同名の漫画

### OVAおよびOVA化された作品
- ミッドナイトパンサー（1998年） - 原作は1994年より月刊コミックNORA連載の同名の漫画

### その他の小説
- 新堂冬樹『アサシン』
- 深見真『ヤングガン・カルナバル』
- 伊坂幸太郎『ラッシュライフ』
- 山田正紀『殺人契約 殺し屋・貴志』
- 西尾維新『戯言シリーズ』
- 野沢尚『殺し屋シュウ』
- 大石圭『人を殺す、という仕事』
- 小竹清彦『アップルジャック』
- ヒキタクニオ『消し屋A』、『遠くて浅い海』 - 「消し屋」と称する殺し屋が登場。
- 木内一裕『神様の贈り物』
- 矢月秀作『D1 警視庁暗殺部』
- 七尾与史『死亡フラグが立ちました』
- 赤川次郎『寝台車の悪魔』
- 平山夢明 『DINER』
- 藤村いずみ『あまんじゃく』
- マーク・グリーニー『グレイマン・シリーズ』
- ウォード・ラーセン『スラトンシリーズ』
- 西村京太郎『十津川警部「友への俛歌」』
- 石持浅海『殺し屋、やってます』
- 藤崎翔『お隣さんが殺し屋さん』

### その他の漫画
- AKAGI FAMILIA（中西達哉）
- アサシンichiyo（信濃川日出雄、細野不二彦）
- アラクニド
- 異世界日本～暗殺一家の三男は異界化した日本で無双する～（中村優児）
- イフリート〜断罪の炎人〜
- Wallman -ウォールマン-（Boichi）
- オメガ7 - 殺し屋というよりは「死の部隊」を描いた作品。
- CANDY & CIGARETTES
- 9番目のムサシ
- KILLING SPREE（まがりひろあき）
- キルアオ（藤巻忠俊）
- この恋はこれ以上綺麗にならない。
- 殺し屋、お母さんやってます。（りんご村みさと）
- 殺し屋の推し
- 殺し屋麺吉
- 殺し屋やめたい！（外木寸）
- “殺医”ドクター蘭丸
- ジーザス
- J⇔M　ジェイエム（大武政夫）
- しすばれ -Sister bullet-
- 始末人シリーズ（明智抄）
- 職業・殺し屋。
- 親愛なる殺し屋様
- スズキさんはただ静かに暮らしたい
- 長男の時代（川崎のぼる、小池一夫）
- ツーリング・エクスプレス
- TISTA
- デストロ246
- となりの殺し屋ちゃん（ジェイ・加藤）
- ねずみの初恋
- 拝啓…殺し屋さんと結婚しました
- ベアゲルター
- 魔王 JUVENILE REMIX
- マーダーライセンス牙
- 魔弾の射手
- Mr.Perfect（真弓和丸）
- MIND ASSASSIN
- MURCIELAGO -ムルシエラゴ-
- 女豹（鬼窪浩久）
- 闇狩人
- 夢みる惑星
- Luck Stealer
- ホタルの嫁入り

### ゲーム
- アウトフォクシーズ
- アサシンクリードシリーズ
- オメルタ 〜沈黙の掟〜
- 逆転裁判2
- 逆転検事2
- KILLER IS DEAD
- killer7
- グランド・セフト・オートシリーズ
- グリザイアシリーズ
- 殺し屋とストロベリー
- ザ・ダークネス
- 葬除屋XLORD
- 天誅シリーズ
- 眠れぬ羊と孤独な狼
- ノーモア★ヒーローズシリーズ
- 必殺裏稼業
- ヒットマンシリーズ
- Phantom -PHANTOM OF INFERNO-
- MISSION OF MURDER
- 龍が如く2
- The Elder Scrolls IV: Oblivion（暗殺者ギルド）

### 音楽
- K DUB SHINE『アウトロー』